# Хэдден, Джеймс Катберт
Джеймс Катберт Хэдден (англ. James Cuthbert Hadden; 9 сентября 1861, Банчори-Тернан, Абердиншир — 2 мая 1914, Эдинбург) — шотландский органист и музыковед.
Мальчиком начал работать в Абердине в книжной лавке, затем поступил в лондонское издательство Routledge, одновременно учась музыке. В 1881—1889 гг. работал органистом в Криффе, после чего перебрался в Эдинбург и посвятил себя литературным занятиям, дебютировав биографиями Генделя и Мендельсона.
Приобрёл известность выпущенной в 1898 г. биографией Джорджа Томсона, собирателя шотландских народных мелодий (к которым Роберт Бёрнс сочинял тексты). Опубликовав затем аналогичную книгу о шотландском поэте Томасе Кэмпбелле (1899), Хэдден далее занимался преимущественно музыкой: ему принадлежат книги о Йозефе Гайдне (1902) и об опере Вагнера «Нюрнбергские мейстерзингеры» (1907), более общая книга «Оперы Вагнера: их сюжеты, музыка и история» (англ. The operas of Wagner; their plots, music and history; 1908) и два популярных энциклопедических справочника: «Мастера музыки» (англ. Master musicians; 1911) и «Современные музыканты» (англ. Modern musicians; 1914), с одинаковым подзаголовком «Книга для исполнителей, певцов и слушателей». Кроме того, Хэдденом была выпущена книга «Принц Карл Эдуард, его жизнь, время и борьба за корону» (англ. Prince Charles Edward, his life, time, and fight for the crown; 1913).